# Paralímni (ort i Grekland)
Paralímni är en ort i Grekland.   Den ligger i prefekturen Nomós Péllis och regionen Mellersta Makedonien, i den norra delen av landet, 300 km norr om huvudstaden Aten. Paralímni ligger 7 meter över havet och antalet invånare är 918.
Terrängen runt Paralímni är platt. Runt Paralímni är det ganska tätbefolkat, med 70 invånare per kvadratkilometer. Närmaste större samhälle är Giannitsá, 6,0 km nordväst om Paralímni. Trakten runt Paralímni består till största delen av jordbruksmark.